# Campionato europeo femminile di pallacanestro Under-16 2018
Il Campionato europeo femminile di pallacanestro Under-16 2018 (noto anche come FIBA EuroBasket Women Under-16 2018) si è svolto in Lituania, a Kaunas.

## Classifica finale
| Campione d'Europa | Campione d'Europa | Campione d'Europa |
| ----------------- | ----------------- | ----------------- |
| Italia            |                   |                   |
| Argento           | Rep. Ceca         |                   |
| Bronzo            | Spagna            |                   |
| 4.                | Turchia           |                   |
| 5.                | Francia           |                   |
| 6.                | Russia            |                   |
| 7.                | Ungheria          |                   |
| 8.                | Polonia           |                   |
| 9.                | Lettonia          |                   |
| 10.               | Germania          |                   |
| 11.               | Lituania          |                   |
| 12.               | Danimarca         |                   |
| 13.               | Belgio            |                   |
| 14.               | Croazia           |                   |
| 15.               | Serbia            |                   |
| 16.               | Paesi Bassi       |                   |